# Arena Manawatu
Arena Manawatu – wielofunkcyjny kompleks sportowy znajdujący się w Palmerston North w Nowej Zelandii, główna arena sportowa regionu Manawatu-Wanganui.

## Obiekt
Znajdujący się w centrum Palmerston North kompleks na 18 hektarach powierzchni zawiera 33 obiekty sportowe, w tym główny stadion, cztery hale sportowe i trzy boiska. Według właścicieli – Palmerston North City Council – corocznie organizowanych jest około ośmiu tysięcy różnorakich zawodów sportowych oraz innych imprez masowych i wydarzeń kulturalnych, takich jak pokazy, zjazdy, wystawy, festiwale i koncerty. Istniejąca infrastruktura pozwala na treningi i rozgrywanie zawodów między innymi w takich dyscyplinach jak łucznictwo, badminton, koszykówka, boks, futsal, gimnastyka, bowls, judo, netball, rugby union, rugby league, ultimate frisbee, wrotkarstwo, żużel, piłka nożna, tenis, tenis stołowy, piłka siatkowa czy rugby na wózkach.
Kompleks jest przystosowany do rozgrywania oficjalnych meczów międzynarodowych – gościł m.in. mecze nowozelandzkiej żeńskiej reprezentacji w netballu z Anglią (październik 2008) i Australią (czerwiec 2011), spotkanie reprezentacji Wielkiej Brytanii w rugby league w 1992 roku, pojedynek z regionalnym zespołem Manawatu Turbos podczas tournée British and Irish Lions w 2005 roku oraz trzy mecze podczas dwóch Pucharów Świata w Rugby.
W przeciwieństwie do większości stadionów w kraju łączących rugby i krykieta, na FMG Stadium prócz meczów obydwu odmian rugby odbywają się zawody motorowe. Stadion z mocą oświetlenia 1500 luksów ma wymiary 165 na 95 metrów, gliniasto–wapienny tor żużlowy ma natomiast 431 metrów długości, przy szerokości na prostych i na łukach odpowiednio 10 i 12 metrów. Widzowie osłonięci są betonową ścianą o wysokości 120 centymetrów oraz demontowalnym systemem siatek. Infrastruktura stadionu zawiera również kilka szatni dla zawodników i sędziów, oszklone kabiny z łączami telewizyjnymi dla trenerów, pokój dla mediów, pomieszczenia dla służby medycznej i kontroli antydopingowej. Standardowa pojemność stadionu, zwanego dawniej Areną 1, wynosi 18 000 widzów, natomiast na imprezach żużlowych – 15 000, tyle samo osób też mogło przebywać oficjalnie na meczach Pucharu Świata w Rugby 2011.
Pozostałe obiekty to:
- Arena 2 o powierzchni 3,4 tys. metrów kwadratowych, zbudowana w 1980 i zmodernizowana w 2004 roku może gościć do 5000 widzów na wystawach, koncertach i zawodach w sportach halowych[16][17].
- Arena 3 mieszcząca 2000 osób organizuje mniejsze zawody sportowe, konferencje i konwencje na powierzchni 2,1 tys. metrów kwadratowych[18].
- Otwarta w styczniu 2002 roku B&M Centre (Arena 4) na 6,4 tys. metrów kwadratowych mieści, w zależności od dyscypliny, od czterech do dwudziestu pięciu boisk do sportów halowych (tenis, netball, badminton, siatkówka, koszykówka) wraz z potrzebną infrastrukturą. Wzdłuż boisk znajdują się trybuny na 1300 osób, natomiast z górnej galerii zawody może śledzić dodatkowo 200 widzów[19].
- Arena 5 składa się z Bell Hall (630 m²), Barber Hall (1050 m²), Waldegrave lounge (405 m²) oraz siłowni. Przy obiekcie znajduje się parking na 175 pojazdów. Organizowane są w niej rozmaite uroczystości, wystawy i pokazy, a także zawody w tenisie stołowym i bowls[20].
- Arena 6 to boiska numer 2, 3 i 4 służące do rozgrywania meczów piłki nożnej i rugby, a także organizowania koncertów.

## Historia
Stadion początkowo nosił nazwę Palmerton North Showgrounds, a podczas II wojny światowej odbywały się na nim szkolenie żołnierzy. 
Zmodernizowana trybuna główna została oddana do użytku w marcu 2005 roku, zostały wówczas zbudowane również loże i sale konferencyjne oraz siedzenia na nasypach ziemnych. FMG Stadium wzbogacił się również o elektroniczną tablicę wyników o wymiarach 7,94 na 4,40 metra.
W 2008 roku pojawiły się plany rozbudowy kompleksu, zostały one początkowo przyjęte przez radę miasta, a następnie odłożone na późniejszy okres. Według głównych najemców rozbudowa i modernizacja jest jednak potrzebna, by móc utrzymać i zwiększyć zainteresowanie organizatorów imprez sportowych.

## Piłka nożna
Ze stadionu do sezonu 2008/2009 korzystała drużyna YoungHeart Manawatu występująca w New Zealand Football Championship.
W grudniu 2009 roku Wellington Phoenix FC rozegrali na stadionie mecz przeciw Sydney FC w ramach sezonu 2009/10 A-League, gdy Westpac Stadium znajdował się w remoncie.

## Rugby union
Na stadionie rozegrano pierwszy w historii mecz Super 12, w którym 1 marca 1996 roku zmierzyły się Wellington Hurricanes i Auckland Blues.
W 2005 roku reprezentacja regionu Manawatu uległa gościom w rozegranym podczas tournée British and Irish Lions spotkaniu 6–109.
Stadion był areną dwóch Pucharów Świata w Rugby. W 1987 roku rozegrano tam spotkanie Walia–Tonga, natomiast w 2011 dwa mecze reprezentacji Gruzji z Rumunią i Argentyną.

## Sporty motorowe
Zawody motorowe rozgrywane są na stadionie od 1930 roku. Średnia widownia na takich zawodach na początku XXI wieku wynosiła ponad 12 000 osób. Historię pierwszych dziesięcioleci sportów motorowych na Palmerston North Showgrounds przedstawia książka The Big Thrill Alana Batta.